# تریکوموناس واژینالیس
تریکوموناس واژینالیس (به انگلیسی: Trichomonas vaginalis) تک‌یاخته‌ای است تاژک‌دار و بی‌هوازی، که می‌تواند موجب عفونت منتقل‌شونده از طریق آمیزش جنسی در انسان شود و شایع‌ترین بیماری غیرویروسی انتقال‌یابنده از طریق جنسی است.

## عفونت واژن
عفونت تریکومونایی واژن در زنان شایع است و علائمی مانند خارش و ترشحات غیرطبیعی و التهاب دهانهٔ رحم و سندرم توت‌فرنگی دارد. عفونت از راه جنسی (فرم تروف انگل) قابل انتقال است و عفونت در مردان اغلب بدون علامت است. درمان با ایمیدازول‌ها مانند کلوتریمازول و مترونیدازول است.